# Liste der Baudenkmale in Papenhagen
In der Liste der Baudenkmale in Papenhagen  sind alle Baudenkmale der Gemeinde Papenhagen im Landkreis Vorpommern-Rügen und ihrer Ortsteile aufgelistet. Grundlage ist die Veröffentlichung der Denkmalliste des Landkreises Vorpommern-Rügen, Auszug aus der Kreisdenkmalliste vom Juli 2012.

## Gemeinde Papenhagen
| ID    | Lage               | Bezeichnung       | Beschreibung | Bild |
| ----- | ------------------ | ----------------- | ------------ | ---- |
| 1038A | Ungnade 19 (Karte) | Landarbeiterkaten |              |      |
| 1038B | Ungnade 20 (Karte) | Landarbeiterkaten |              |      |
| 1039A | Ungnade 22 (Karte) | Landarbeiterkaten |              |      |
| 1039B | Ungnade 23 (Karte) | Landarbeiterkaten |              |      |
| 1040  | Ungnade 25 (Karte) | Landarbeiterhaus  |              |      |
| 1041  | Ungnade 27 (Karte) | Katen             |              |      |

## Rolofshagen
| ID  | Lage                   | Bezeichnung                                                | Beschreibung | Bild           |
| --- | ---------------------- | ---------------------------------------------------------- | ------------ | -------------- |
| 996 | Rolofshagen 15 (Karte) | Pfarrhof mit Wohnhaus                                      |              |                |
| 995 | Rolofshagen 7 (Karte)  | Kirche (Ruine) mit Friedhof (5 Grabplatten 18./A. 19. Jh.) |              | Weitere Bilder |

## Quelle
- Denkmalliste des Landkreises Vorpommern-Rügen